# Patrick Traverse
Pour les articles homonymes, voir Traverse (homonymie).
Patrick Traverse (né le 14 mars 1974 à Montréal, Québec au Canada) est un joueur professionnel canadien de hockey sur glace.

## Carrière de joueur
Après une carrière junior dans la Ligue de hockey junior majeur du Québec, il rejoignit l'organisation des Sénateurs d'Ottawa qui l'avaient repêché en 1992. Il y passera quelques saisons sans toutefois s'imposer complètement avec le grand club.
Il partagea les saisons suivantes entre les ligues mineures nord-américaines et la Ligue nationale de hockey. Il évoluera la saison prochaine avec les MetroStars, un club de hockey de l'Allemagne.

## Statistiques
| Saison     | Équipe                              | Ligue      |     | Saison régulière | Saison régulière | Saison régulière | Saison régulière | Saison régulière |   | Séries éliminatoires | Séries éliminatoires | Séries éliminatoires | Séries éliminatoires | Séries éliminatoires |
| Saison     | Équipe                              | Ligue      | PJ  | B                | A                | Pts              | Pun              | PJ               | B | A                    | Pts                  | Pun                  |                      |                      |
| 1990-1991  | Canadiens de Montréal-Bourassa      | QAAA       | 42  | 4                | 19               | 23               | 10               | 5                | 0 | 3                    | 3                    | 2                    |                      |                      |
| 1991-1992  | Cataractes de Shawinigan            | LHJMQ      | 59  | 3                | 11               | 14               | 12               | 10               | 0 | 0                    | 0                    | 4                    |                      |                      |
| 1992-1993  | Cataractes de Shawinigan            | LHJMQ      | 53  | 5                | 24               | 29               | 24               | -                | - | -                    | -                    | -                    |                      |                      |
| 1992-1993  | Lynx de Saint-Jean                  | LHJMQ      | 15  | 1                | 6                | 7                | 0                | 4                | 0 | 1                    | 1                    | 2                    |                      |                      |
| 1992-1993  | Senators de New Haven               | LAH        | 2   | 0                | 0                | 0                | 2                | -                | - | -                    | -                    | -                    |                      |                      |
| 1993-1994  | Lynx de Saint-Jean                  | LHJMQ      | 66  | 15               | 37               | 52               | 30               | 5                | 0 | 4                    | 4                    | 4                    |                      |                      |
| 1993-1994  | Senators de l'Île-du-Prince-Édouard | LAH        | 3   | 0                | 1                | 1                | 2                | -                | - | -                    | -                    | -                    |                      |                      |
| 1994-1995  | Senators de l'Île-du-Prince-Édouard | LAH        | 70  | 5                | 13               | 18               | 19               | 7                | 0 | 2                    | 2                    | 0                    |                      |                      |
| 1995-1996  | Senators de l'Île-du-Prince-Édouard | LAH        | 55  | 4                | 21               | 25               | 32               | 5                | 1 | 2                    | 3                    | 2                    |                      |                      |
| 1995-1996  | Sénateurs d'Ottawa                  | LNH        | 5   | 0                | 0                | 0                | 2                | -                | - | -                    | -                    | -                    |                      |                      |
| 1996-1997  | IceCats de Worcester                | LAH        | 24  | 0                | 4                | 4                | 23               | -                | - | -                    | -                    | -                    |                      |                      |
| 1996-1997  | Griffins de Grand Rapids            | LIH        | 10  | 2                | 1                | 3                | 10               | 2                | 0 | 1                    | 1                    | 2                    |                      |                      |
| 1997-1998  | Bears de Hershey                    | LAH        | 71  | 14               | 15               | 29               | 67               | 7                | 1 | 3                    | 4                    | 4                    |                      |                      |
| 1998-1999  | Sénateurs d'Ottawa                  | LNH        | 46  | 1                | 9                | 10               | 22               | -                | - | -                    | -                    | -                    |                      |                      |
| 1999-2000  | Sénateurs d'Ottawa                  | LNH        | 66  | 6                | 17               | 23               | 21               | 6                | 0 | 0                    | 0                    | 2                    |                      |                      |
| 2000-2001  | Mighty Ducks d'Anaheim              | LNH        | 15  | 1                | 0                | 1                | 6                | -                | - | -                    | -                    | -                    |                      |                      |
| 2000-2001  | Bruins de Boston                    | LNH        | 37  | 2                | 6                | 8                | 14               | -                | - | -                    | -                    | -                    |                      |                      |
| 2000-2001  | Canadiens de Montréal               | LNH        | 19  | 2                | 3                | 5                | 10               | -                | - | -                    | -                    | -                    |                      |                      |
| 2001-2002  | Citadelles de Québec                | LAH        | 4   | 0                | 2                | 2                | 4                | -                | - | -                    | -                    | -                    |                      |                      |
| 2001-2002  | Canadiens de Montréal               | LNH        | 25  | 2                | 3                | 5                | 14               | -                | - | -                    | -                    | -                    |                      |                      |
| 2002-2003  | Canadiens de Montréal               | LNH        | 65  | 0                | 13               | 13               | 24               | -                | - | -                    | -                    | -                    |                      |                      |
| 2003-2004  | Bulldogs de Hamilton                | LAH        | 80  | 5                | 21               | 26               | 31               | 10               | 1 | 2                    | 3                    | 0                    |                      |                      |
| 2004-2005  | Aeros de Houston                    | LAH        | 72  | 6                | 9                | 15               | 28               | 5                | 0 | 0                    | 0                    | 2                    |                      |                      |
| 2005-2006  | Stars de l'Iowa                     | LAH        | 40  | 3                | 21               | 24               | 16               | 7                | 1 | 2                    | 3                    | 2                    |                      |                      |
| 2005-2006  | Stars de Dallas                     | LNH        | 1   | 0                | 0                | 0                | 0                | -                | - | -                    | -                    | -                    |                      |                      |
| 2006-2007  | Bulldogs de Hamilton                | LAH        | 26  | 1                | 4                | 5                | 10               | -                | - | -                    | -                    | -                    |                      |                      |
| 2006-2007  | Sharks de Worcester                 | LAH        | 54  | 5                | 17               | 22               | 14               | 6                | 0 | 2                    | 2                    | 2                    |                      |                      |
| 2007-2008  | Sharks de Worcester                 | LAH        | 65  | 6                | 19               | 25               | 52               | -                | - | -                    | -                    | -                    |                      |                      |
| 2008-2009  | Sharks de Worcester                 | LAH        | 78  | 9                | 33               | 42               | 28               | 12               | 4 | 5                    | 9                    | 4                    |                      |                      |
| 2009-2010  | DEG Metro Stars                     | DEL        | 53  | 3                | 29               | 32               | 28               | 3                | 0 | 4                    | 4                    | 8                    |                      |                      |
| 2010-2011  | Hamburg Freezers                    | DEL        | 52  | 8                | 18               | 26               | 28               | -                | - | -                    | -                    | -                    |                      |                      |
| 2011-2012  | Hamburg Freezers                    | DEL        | 51  | 7                | 8                | 15               | 32               | 5                | 1 | 1                    | 2                    | 6                    |                      |                      |
| Totaux LNH | Totaux LNH                          | Totaux LNH | 279 | 14               | 51               | 65               | 113              | 6                | 0 | 0                    | 0                    | 2                    |                      |                      |

### Statistiques en équipe nationale
| Année | Équipe | Événement            | PJ | B | A | PTS | PUN | Résultats |
| ----- | ------ | -------------------- | -- | - | - | --- | --- | --------- |
| 2000  | Canada | championnat du monde | 8  | 1 | 0 | 1   | 0   | 4e        |

## Transactions en carrière
- 12 juin 2000: échangé aux Mighty Ducks d'Anaheim par les Sénateurs d'Ottawa en retour de Joel Kwiatkowski.
- 18 novembre 2000: échangé aux Bruins de Boston par les Mighty Ducks d'Anaheim avec Andreï Nazarov en retour de Samuel Påhlsson.
- 21 février 2001: échangé aux Canadiens de Montréal par les Bruins de Boston en retour de Eric Weinrich.
- 9 septembre 2004: signe un contrat comme agent-libre avec les Stars de Dallas.
- 10 juillet 2006: signe un contrat comme agent-libre avec les Sharks de San José.
- 28 septembre 2006: réclamé au ballotage par les Canadiens de Montréal des Sharks de San José.
- 15 décembre 2006: échangé aux Sharks de San José par les Canadiens de Montréal en retour de Mathieu Biron.
- 9 juillet 2009: signe un contrat comme agent-libre avec les MetroStars (Allemagne).